# Hrboki
Hrboki je naselje u Republici Hrvatskoj, u sastavu Općine Barban, Istarska županija. 

## Stanovništvo
Prema popisu stanovništva iz 2001. godine, naselje je imalo 188 stanovnika te 77 obiteljskih kućanstava.
| broj stanovnika |       |       | 88    | 96    | 95    | 117   | 572   | 872   | 253   | 269   | 270   | 264   | 211   | 193   | 188   | 179   | 159   |
|                 | 1857. | 1869. | 1880. | 1890. | 1900. | 1910. | 1921. | 1931. | 1948. | 1953. | 1961. | 1971. | 1981. | 1991. | 2001. | 2011. | 2021. |

## Općenito
Hrboki su udaljeni 7 km od naselja Barban, čijoj općini pripadaju, te otprilike 30 km od najvećeg istarskog grada Pule. Blizina mora ljeti privlači turiste, te Hrboki postaju sve više popularniji, pogotovo među njemačkim turistima. Naselje nije veliko, ima jednu trgovinu, seoski dom, igralište i boćalište. U posljednje vrijeme, u selu se razvija rekreacija, pogotovo biciklizam te briga o konjima. U blizini se nalazi Raški zaljev, gdje turisti odlaze na kampiranje i plivanje. Turisti traže osrednje skup smještaj, koji je lako dostupan - ima par apartmana u rasponu 3-4 zvjezdice.

### Zemljopisni položaj
Hrboki su udaljeni 27 km od Pule, te 4 km od mora, tj. Raškog zaljeva. Selo je smješteno na otprilike 300 m nadmorske visine, na brdovitom području.

### Gospodarstvo i turizam
Turizam se u posljednjih par godina razvio zahvaljujući gradnjom sve više novih objekata koji gostima pružaju udoban smještaj. Sezona započinje sredinom svibnja te završava početkom rujna. Selo je prometno vrlo dobro povezano u smjeru sjevera i jugozapada, dakle prema većim gradovima poput Pule te Pazina, dok cesta prema istoku vodi do zaljeva. U okolici sela nema zagađivača. U selu je velik broj staračkog stanovništva, no ima i mladih. Većina ljudi putuje do većih gradova na posao, no i poljoprivreda je razvijena, ali na manjim zemljištima i uz manje razvijenu tehnologiju. U okolici sela ima puno šuma (sjeverna i zapadna strana), uglavnom listopadne dok na istočnoj strani prevladavaju niske šume smreke, kamenjar i makija. Razni poljski putovi vode kroz šumu i do poljoprivrednih zemljišta, što je privlačno turistima. Brežuljkaste uzvisine pružaju predivne poglede na Kvarnerske otoke, dolinu rijeke Raše te Učku.

### Arhitektura
U selu nema crkve, ali tipična istarska arhitektura može se prepoznati po starijim kućama. Par ih je u ruševnom stanju, dok druge naseljavaju uglavnom stariji ljudi. Specifične su po kamenoj gradnji te lijepim starim bunarima u dvorištima, od kojih su neki stariji od 80 godina. 

### Kultura
Što se tiče kulture, u selu se priča hrvatskim čakavskim narječjem, dijalektom specifičnim za područje Barbanštine. Većina stanovništva je hrvatske nacionalnosti. Na prostoru seoskog doma nalazi se boćalište, te selo ima i svoj lokalni klub. Svake godine, svake druge subote mjeseca kolovoza održava se Dan sela Hrboki, gdje dolaze ljudi iz okolnih sela i gradova, a uobičajeno je da se i pozove sastav. Zabava traje do rano ujutro.